# 마나즈루정
마나즈루정(일본어: 真鶴町 마나즈루마치[*])은 일본 가나가와현 아시가라시모군의 정이다. 가나가와현 최남서단 모퉁이의 사가미만 반도에 위치하고 있다.

## 역사
아시가라시모군의 일부로 현재의 마나즈루를 이루는 지역은 센고쿠 시대에 고호조씨의 지배하에 있었고 에도 시대에는 오다와라번의 일부였다. 이 시기에 건설에 사용되는 질 좋은 돌로 유명했다. 메이지 유신 이후 1889년에 마나즈루는 촌으로 지정되었다. 1927년 10월 1일 마나즈루촌은 정으로 승격되었다. 1956년 9월 30일 이웃한 이와촌이 마나즈루에 편입되었다. 마나즈루를 이웃한 유가와라에 편입시키려는 제안은 2005년 지역 주민들의 압도적인 반대로 무산되었다.

## 인구
| 연도 | 인구   | ±%     |
| ---- | ------ | ------ |
| 1920 | 5,097  | —      |
| 1930 | 5,511  | +8.1%  |
| 1940 | 6,169  | +11.9% |
| 1950 | 8,657  | +40.3% |
| 1960 | 9,141  | +5.6%  |
| 1970 | 10,284 | +12.5% |
| 1980 | 9,968  | −3.1%  |
| 1990 | 9,588  | −3.8%  |
| 2000 | 9,075  | −5.4%  |
| 2010 | 8,215  | −9.5%  |

## 교통

### 철도
- 동일본 여객철도 도카이도 본선

### 도로
- 국도 135호선